# Bothwell (Schottland)
Bothwell ist eine Ortschaft im Nordwesten der schottischen Council Area South Lanarkshire beziehungsweise in der traditionellen Grafschaft Lanarkshire. Sie liegt rund zwölf Kilometer südöstlich des Zentrums von Glasgow am rechten Clyde-Ufer. Am gegenüberliegenden Clyde-Ufer liegen Hamilton und Blantyre, im Norden und Osten Uddingston, Motherwell und Bellshill.

## Geschichte
Bereits im 6. Jahrhundert wurde eine Marienkirche am Standort erwähnt. Später wurde der Standort mit Brigida von Kildare (Bríde) in Verbindung gebracht. Die Kirche bildete vermutlich die Keimzelle der heutigen Bothwell Parish Church, die 1398 als Kollegiatstift errichtet wurde.
Im Jahre 1242 gelangten die Ländereien in den Besitz von Walter de Moravia (auch Walter Moray). Noch vor Beginn der Schottischen Unabhängigkeitskriege 1296 befand sich an dem politisch und strategisch bedeutenden Standort ein Wehrbau, welcher die Keimzelle von Bothwell Castle bildete. Im Jahre 1679 fand südöstlich von Bothwell die Schlacht von Bothwell Bridge statt, welche die kurz aufflammende Rebellion der Covenanters in diesem Jahre mit 400 Toten und 1200 Gefangenen faktisch beendete.
Im Umland Glasgows gelegen, entwickelte sich Bothwell auch auf Grund der Nähe zu Hamilton und Blantyre. Im 19. und 20. Jahrhundert gehörte die Kohle- und Stahlindustrie zu den bedeutendsten Wirtschaftszweigen in Bothwell.

## Verkehr
Bothwell ist gut an das Straßennetz angeschlossen innerhalb weniger Kilometer sind die A721, die A723, die A724 sowie die A725 erreichbar. Die M74 tangiert Bothwell im Norden. Seit dem frühen 17. Jahrhundert überspannt die Bothwell Bridge den Clyde. Ab 1787 führte die Kutschroute zwischen Glasgow und Carlisle über die Bothwell Bridge.